# Malik Həsənov
Malik Həsənov (también escrito como Malik Hasanov) es un deportista azerbaiyano que compite en boxeo. Ganó una medalla de bronce en el Campeonato Europeo de Boxeo Aficionado de 2024, en la categoría de 63,5 kg.

## Palmarés internacional
| Campeonato Europeo | Campeonato Europeo | Campeonato Europeo | Campeonato Europeo |
| Año                | Lugar              | Medalla            | Categoría          |
| ------------------ | ------------------ | ------------------ | ------------------ |
| 2024               | Belgrado (Serbia)  | Medalla de bronce  | 63,5 kg            |